# Тавадзе, Георгий Григорьевич
Георгий Григорьевич Тавадзе (груз. გიორგი თავაძე; род. 21 июня 1955, Ланчхути, Грузинская ССР, СССР) — советский и грузинский футболист, защитник, тренер, мастер спорта международного класса (1981).

## Биография
В первенстве СССР начал выступать за «Гурию» Ланчхути из второй лиги в 1973 году. В 1978 году перешёл в «Динамо» Тбилиси, в составе которого стал обладателем Кубка кубков 1980/1981 и бронзовым призёром чемпионата СССР 1981. Карьеру игрока закончил в 1983—1984 в «Торпедо» Кутаиси.
В сезоне 1997/98 работал с «Гурией».

## Достижения
- Обладатель Кубка кубков (1981).
- Третий призёр чемпионата СССР (1981).
- В списке 33 лучших футболистов сезона — 1 раз: 1981 (№ 3).